# NGC 452
NGC 43 är en stavgalax i stjärnbilden Fiskarna. Galaxen upptäcktes den 22 november 1827 av astronomen John Herschel.